# Joan Anton Oriol
Joan-Anton Oriol Dauder (Badalona, 13 de junio de 1935-ibídem, 9 de junio de 2016) fue un escritor español en lengua catalana. Publicó diversos libros de ensayo literario y también artículos de opinión en publicaciones como la Revista de Badalona, Carrer dels Arbres, Canigó, L'Estruç y Revista de Girona, entre otras. Con la recopilación de poemas Elegies paganes ganó en 1994 el Premio Parnaso de creación literaria convocado por la revista Auriga y, dos años más tarde, quedó finalista del Premio Ágora de ensayo con El mite d'Acteó. Fue coautor del primer Diccionari de fígures retòriques (1995) escrito en catalán. 

## Obra publicada
- Botànica màgica (1994).[3] Ed. Llibres de l'Índex.
- Diccionari de figures retòriques i altres recursos expressius (1995).[4] Ed. Llibres de l'Índex.
- Eriopis i les tenebroses (1996).[5] Ed. Llibres de l'Índex.
- La llegenda del mal caçador [assaig breu] (1997).[6] Cardona.
- De l'insòlit a la facècia (Anecdotari badaloní) (1998).[7] Museo de Badalona.
- El simpòsium dels espectres (2000).[8]
- Diccionari d'éssers fantàstics (2019).[9]